# Deep Water (nummer van Grapefruit)
Deep Water is een nummer van de Britse psychedelische rockband Grapefruit uit 1969.
Het nummer is geschreven en geproduceerd door bandlid George Alexander. Het werd uitgebracht als eerste single van het gelijknamige album. Het leverde de band in enkele Europese landen hitsucces op. Zo werd in de Nederlandse Top 40 de vijfde plaats gehaald en in de Vlaamse Ultratop 50 de derde plek. Ook in Wallonië en West-Duitsland werd het een hit. In Nederland wist het nummer eenmalig (in 1975) een plek in de Top 100 Allertijden te bemachtigen en kwam het enkele malen in de Top 2000 van NPO Radio 2.
In thuisland het Verenigd Koninkrijk wist de band met Deep Water de hitlijsten niet te halen. Nadat dit ook niet was gelukt met de twee opvolgende singles van het album besloot de band eind 1969 zichzelf op te heffen.

## NPO Radio 2 Top 2000
| Nummer met noteringen in de NPO Radio 2 Top 2000 | '99  | '00  | '01-'02 | '03  |
| ------------------------------------------------ | ---- | ---- | ------- | ---- |
| Deep Water                                       | 1759 | 1765 | -       | 1919 |

1. ↑  Een '-' betekent dat het nummer niet was genoteerd en een vetgedrukt getal geeft de hoogste notering aan.
2. ↑  Deze tabel is bijgewerkt tot en met de laatste editie (2024).